# Olle Josephson
Olof Gunnar "Olle" Josephson, född 12 mars 1950 i Katarina församling i Stockholm, är en svensk professor i nordiska språk vid Stockholms universitet. Han var redaktör och ansvarig utgivare för tidskriften Språkvård och turas regelbundet om med flera andra språkvetare om att skriva krönikor i Svenska Dagbladets språkspalt "Språkspalten", vilket han gjort sedan åtminstone 1993 eller 1994.
Olle Josephson är son till språkvetaren, docent Åke Josephson av släkten Josephson och journalisten Barbro Josephson, ogift Brandell, som skrev under signaturen Jota i Dagens Nyheter, samt sonson till bokhandlaren Gunnar Josephson och brorson till bokhandlaren Carl Olof Josephson och skådespelaren Erland Josephson. Vidare är han dotterson till Simon Brandell och Elin Brandell, ogift Henriques.
År 1989 tilldelades Olle Josephson tillsammans med Sven-Göran Malmgren Erik Wellanders språkvårdspris på 25 000 kronor, och 1996 erhöll han Svenska Akademiens språkvårdspris med samma prissumma. Numera[när?] är Josephson ledamot i styrelsen för Erik Wellanders fond.
Han var föreståndare för Svenska språknämndens sekretariat från 2000 eller 2002.[källa behövs] När nämnden den 1 juli 2006 övergick till Språkrådet, en avdelning under språkmyndigheten Institutet för språk och folkminnen, behöll Josephson sitt ämbete som chef. Sekretariatets lokaler fanns på Södermalm i Stockholm, och Olle Josephson är också bosatt i Stockholm. Han var ansvarig utgivare för Språkrådets informationsblad Klarspråksbulletinen och var ledamot i Regeringskansliets klarspråksgrupp innan den övergick i Språkrådets verksamhetsområde den 1 juli. Josephson avgick från posten som chef för Språkrådet 2009 och efterträddes av Lena Ekberg. Josephson är sedan dess professor i nordiska språk vid Stockholms universitet.
Josephson är ledamot i redaktionskommittén för utgivning av August Strindbergs samlade verk och ledamot i Nordens språkråd, en organisation som har som uppgift att främja internordisk språkförståelse och språkbehandling. Han har också varit ledamot i Nordiska språkrådet.[källa behövs]
Josephson har skrivit i Upsala Nya Tidnings språklåda i början av 1990-talet. Språklådan bestod av en grupp inom Språkvårdssamfundet som regelbundet publicerade korta artiklar i språkvårdsämnen. Vid årsmötet i april 1996 efterträdde han Siv Strömquist som ordförande i Språkvårdssamfundet.
Josephson var juryordförande för Läsrörelsens tävling om bästa ord 2002. Han anses vara en betydelsefull person i svensk språkvård och språkpolitik i dag och medverkar ofta i olika språkdebatter. Josephson har varit med och redigerat många av de böcker och skrifter som Språkrådet, f.d. Svenska språknämnden, utgivit. Han har också skrivit flera språkböcker själv.
Olle Josephson är redaktör för den socialistiska tidskriften Clarté, som ges ut av Svenska Clartéförbundet.